# ترافق (شعر)
الترافق عند الشعراء هو عبارة عن الإتيان بأبيات من الشعر بحيث يمكن ضم أي مصراع منها إلى مصراع بيت آخر، دون أن يظهر أي خلل بالتركيب والمعنى والقافية.

## أمثلة

### فارسية
از زلف برون کنی اگر تاب شوم

بر لب ننهی اگر می ناب شوم

در چشم نیاوری اگر خواب شوم

از دست بریزیم اگر آب شوم
ترجمةتخلى عن سالفك لو كنت أطيق ذلك،

على الشفة لا تضع ولو صرت كالخمر الصافية بدون ماء،

وفي العين لا تظهر إن أنا ذهبت في النوم،

ألقنى من يدك إن صرت ماء.